# Bourani-festival
Het Bourani-festival of Fallusfestival is een jaarlijks, fallocentrisch, heidens vruchtbaarheidsfestival in het Griekse stadje Tyrnavos.

## Oorsprong
Elk jaar wordt in het Griekse stadje Tyrnavos het van oorsprong heidense vruchtbaarheidsfestival ter ere van de Oud-Griekse god Dionysos gehouden. Het festival herinnert aan de Dionysia, de in de klassieke oudheid populaire orgiastische feesten gewijd aan de mysteriecultus van de fallus, het symbool bij uitstek van de voortplanting, vruchtbaarheid en wedergeboorte. Seksuele vrijheid en de afwezigheid van enig taboe of enige moraal vormen dan ook de leidraad van dit libertijnse 'falloforische' feest. De Bourani vindt telkens plaats op 'schone', 'groene' of 'vuile maandag', de eerste dag van de Grieks-orthodoxe Grote Vasten (Lentevasten) voor Pasen.

## Festiviteiten
De festiviteiten starten met een optocht naar de kapel van de profeet Elia op een heuvel in het noorden van de stad. Daarna wordt er in het midden van het marktplein een vuur aangestoken waarop in een grote, oude ketel de zgn. bourani, een traditionele soep van spinazie en wilde kruiden, wordt gekookt. Dit alles gaat gepaard met een enthousiast maar voor buitenstaanders soms als decadent ervaren drank- en dansfestijn waarbij de (meestal) mannelijke inwoners van de stad onder invloed van met wijn, ouzo of tsipouro overgoten gerechten de festivalgangers ertoe aanzetten om met een lange houten soeplepel van de soep te proeven en uit een fallusvormige beker een slok tsipouro te drinken.
Als apotheose volgt de rituele optocht of processie waarin diverse kleurrijke praalwagens met gigantische penissen door de straten van de stad trekken. Zij worden vergezeld door veelal gemaskerde carnavalisten die keramische of houten fallussen als voorbinddildo's tussen hun benen dragen. Intimiderend met obscene gebaren, schunnig taalgebruik en fallusvormige scepters in de handen proberen zij als moderne (mannelijke) maenaden zichzelf en het publiek in trance te brengen.

## Controversieel
Vanwege zijn 'blasfemische' karakter en heidense, voorchristelijke oorsprong werd het controversiële festival tot op heden fel veroordeeld door de Grieks-Orthodoxe Kerk. Tijdens het kolonelsregime werd de manifestatie door de autoriteiten verboden wegens schending van de openbare orde en goede zeden. Sinds het reeds in de 19e eeuw bestaande folkfestival in 1980 opnieuw werd opgericht en vernieuwd (voortaan mochten ook vrouwen deelnemen) is het uitgegroeid tot een van de grootste carnavals van het land.